# Парламентские выборы и референдум в Германии (1938)
Безальтернативные выборы парламента Германии и плебисцит о присоединении Австрии (нем. Wahl zum Großdeutschen Reichstag und Volksabstimmung über die Wiedervereinigung Österreichs mit dem Deutschen Reich — выборы Государственного собрания Великой Германии и Плебисцит об объединении Австрии с Германским государством) — внеочередное всенародное голосование по выборам депутатов рейхстага Германского государства, назначенное после объединения с Австрией. Носили форму плебисцита, одновременно предполагали безальтернативное одобрение формирования депутатского корпуса кандидатами, выдвинутыми правящей Национал-социалистической рабочей партией и объединения германского и австрийского государств. Депутаты нового созыва избирались единым списком в обоих объединяющихся государствах. Голосование состоялось 10 апреля 1938 года. Избран 831 депутат — все от единственной легальной (национал-социалистической) партии.
Дополнительно 4 декабря 1938 года было проведено голосование во вновь присоединённой к Германии Судетской области, по итогам которого в рейхстаг был кооптирован 41 новый депутат.

## Политический контекст выборов
11 марта 1938 года в Австрии под давлением Германии произошёл государственный переворот — канцлер Курт Шушниг объявил об отставке и передаче власти Артуру Зейсс-Инкварту, лидеру австрийского крыла НСДАП. В ночь на 12 марта на территорию Австрии вступили германские войска. 13 марта в столицу Австрии, Вену, прибыл руководитель Германии Адольф Гитлер, провозглашённый «протектором короны Карла Великого» и был опубликован Закон «О воссоединении Австрии с Германией». Таким образом, назначенный референдум был призван легитимизировать уже состоявшееся объединение двух германских государств.
В ночь на 30 сентября 1938 года в Мюнхене было подписано соглашение Германии, Италии, Великобритании и Франции о передаче Германии Судетской области, входившей в состав Чехословакии. Утром того же дня президент Чехословакии Эдвард Бенеш от имени чехословацкого государства объявил о принятии условий соглашения.

## Результаты выборов-плебисцита
|                                |                                                   |            |        |               |  |  |  |
| Партия                         | Партия                                            | Голосов    | %      | Мест получено |  |  |  |
|                                | Национал-социалистическая немецкая рабочая партия | 48 905 004 | 99,08  | 814           |  |  |  |
| Против/незаполненные бюллетени | Против/незаполненные бюллетени                    | 454 952    | 0,92   |               |  |  |  |
| Всего                          | Всего                                             | 49 359 956 | 100,00 | 814           |  |  |  |
|                                |                                                   |            |        |               |  |  |  |
| Действительных бюллетеней      | Действительных бюллетеней                         | 49 359 956 | 99,85  |               |  |  |  |
| Недействительных бюллетеней    | Недействительных бюллетеней                       | 75 667     | 0,15   |               |  |  |  |
| Всего бюллетеней               | Всего бюллетеней                                  | 49 435 623 | 100,00 |               |  |  |  |
| Явка избирателей               | Явка избирателей                                  | 49 634 569 | 99,60  |               |  |  |  |
| Источник: Nohlen & Stöver      |                                                   |            |        |               |  |  |  |

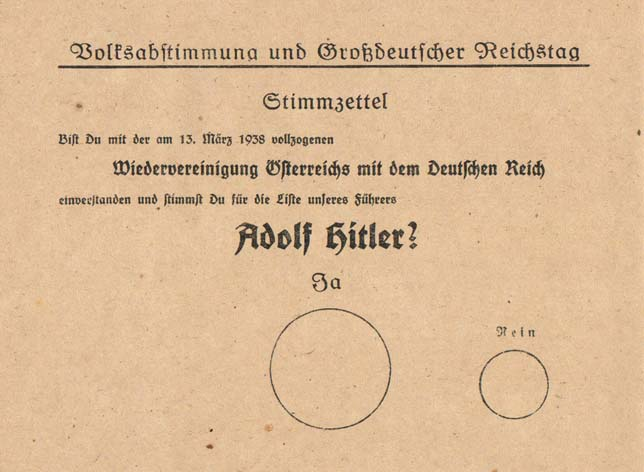
Избирательный бюллетень. Поле «за» в несколько раз крупнее, чем «против»

На территории Германии (без Австрии) за воссоединение и список национал-социалистов проголосовали по опубликованным данным 44 451 092 избирателя — 99,01 % от списочного состава. Против проголосовали 443 023 человека (0,91 %). В Австрии — 4 453 912 (99,73 %) — за и 11 929 (0,27 %) против. В ходе дополнительных выборов в Судетской области нацисты получили 2 464 681 голос (98,68 %), против их безальтернативного списка высказались 32 923 избирателя (1,32 %, включая испорченные и незаполненные бюллетени).